# Euherdmania fasciculata
Euherdmania fasciculata är en sjöpungsart som beskrevs av Monniot 1983. Euherdmania fasciculata ingår i släktet Euherdmania och familjen Euherdmanniidae. Inga underarter finns listade i Catalogue of Life.